# Яструб сизий
Яструб сизий (Accipiter luteoschistaceus) — хижий птах роду яструбів родини яструбових ряду яструбоподібних. Це рідкісний птах, ендемік Папуа Нової Гвінеї.

## Опис
Довжина тіла сизого яструба 28–38 см, розмах крил 55–65 см. Самки дещо більші за самців. Його спина сиза, груди і живіт білі з оранжевими плямами.

## Поширення
Сизий яструб є ендеміком островів Нова Британія і Умбой, що входять до архіпелагу Бісмарка. Населяє тропічні ліси на висоті до 700 м над рівнем моря.

## Збереження
Це рідкісний вид птахів. МСОП вважає його вразливим. Йому загрожує знищення середовищ проживання.